# Nat Geo People
Nat Geo People (cunoscut anterior ca Adventure One (A1) și Nat Geo Adventure) este un canal TV adresat femeilor.
Acest canal TV, care este deja disponibil în Turcia și în alte state, va fi lansat în curând și la operatorii cu plată SKY Italia și KDG Germania, Unity și Kabel Baden-Württemberg.
Programat pentru lansare în 50 de țări, Nat Geo People va fi difuzat nu doar în Europa, ci și în Orientul Mijlociu și Asia-Pacific.
„Nat Geo People vine ca o extindere naturală a NGCI, aducând telespectatorilor povești adevărate, emoționante, dar și de divertisment, despre oameni reali, aparținând unor culturi diferite din întreaga lume”, a spus Hamish Mykura, VP executiv și șef de conținut internațional la NGCI.
Programele difuzate de Nat Geo People sunt supravegheate de echipa de conținut global NGCI de la Londra.
De la 1 septembrie 2015, Nat Geo People va fi disponibil și în România, iar prima firmă care a confirmat ca îl va prelua este Telekom România.
Postul Nat Geo People a încetat emisia în România la 1 iulie 2018, când a fost scos de la Telekom.
Începând în 2020, canalul se va relansa pe 18 februarie.

## Sigle

2007-2014
2014-present

1. ↑  „Nat Geo People revine în România, în rețeaua Telekom”. Accesat în 17 februarie 2020.